# Вудбери (Кентаки)
Вудбери (енгл. Woodbury) град је у америчкој савезној држави Кентаки.

## Демографија
По попису из 2010. године број становника је 90, што је 3 (3,4%) становника више него 2000. године.
| Група             | 2000.      | 2010.      |
| Белци             | 85 (97,7%) | 89 (98,9%) |
| Афроамериканци    | 0 (0,0%)   | 0 (0,0%)   |
| Азијати           | 0 (0,0%)   | 0 (0,0%)   |
| Хиспаноамериканци | 2 (2,3%)   | 0 (0,0%)   |
| Укупно            | 87         | 90         |